# Вайнио, Нанна
На́нна Ва́йнио (фин. Nanna Vainio; род. 29 мая 1991, Таммисаари, Финляндия) — финская бадминтонистка, член сборной Финляндии на летних Олимпийских играх 2016 года.
В 2010 году окончила Маттиденскую гимназию в Эспоо, после чего получила степень бакалавра в области управления информацией и бизнес-администрирования в университете Лафборо в Англии. В рейтинге бадминтонистов занимает 58-ю позицию (на 26 мая 2016 года).
С 2013 года живёт в Копенгагене, где обучается и тренируется у Ану Ниеминен в Copenhagen Badminton Center.